# Sininocellia
Sininocellia és un gènere de rafidiòpters de la família Inocelliidae. Va ser descrita per primera vegada científicament per Yang el 1985.

## Taxonomia
El gènere Sininocellia inclou les següents espècies:
- Sininocellia gigantos  C.-k. Yang, 1985